# Bulbophyllum maximum
Espèce
Synonymes
- Bulbophyllum ciliatum Schltr.[1]
- Bulbophyllum djumaense (De Wild.) De Wild.[1]
- Bulbophyllum maximum var. oxypterum (Lindl.) Pérez-Vera[1]
- Bulbophyllum nyassanum Schltr.[1]
- Bulbophyllum oxypterum (Lindl.) Rchb.f.[1]
- Bulbophyllum platyrhachis (Rolfe) Schltr.[1]
- Bulbophyllum subcoriaceum De Wild.[1]
- Megaclinium djumaensis De Wild.[1]
- Megaclinium flaccidum Hook.[1]
- Megaclinium maximum Lindl.[1]
- Megaclinium oxypterum Lindl.[1]
- Megaclinium platyrhachis Rolfe[1]
- Megaclinium subcoriaceum De Wild.[1]
- Phyllorchis maxima (Lindl.) Kuntze[1]
- Phyllorchis oxyptera (Lindl.) Kuntze[1]
- Phyllorkis maxima (Lindl.) Kuntze[1]
- Phyllorkis oxyptera (Lindl.) Kuntze[1]

 Bulbophyllum maximum est une espèce de plantes à fleurs de la famille des Orchidaceae (les Orchidées) et et du genre Bulbophyllum, présente dans de nombreux pays d'Afrique tropicale.

## Liste des variétés
Selon Tropicos (22 décembre 2018) :
- variété Bulbophyllum maximum var. oxypterum (Lindl.) Pérez-Vera